# I. e. 13. század
Az i. e. 13. század évei az i. e. 1300. évtől az i. e. 1201. évig tartanak. Az i. e. 14. századot követte és az i. e. 12. század következett utána.
Az i. e. 585. május 28-i napfogyatkozás előtti időpontok mindig bizonytalansággal terheltek, mert nem köthetők ilyen abszolút időponthoz. Ezt a korábbi évszámoknál mindig figyelembe kell venni.

## Események
- Babilonban a kasszita dinasztia két tűz közé szorul a feltörekvő Asszíriával és Elámmal szemben.
- A kádesi csata Egyiptom és a Hettita Birodalom között i. e. 1274 körül: mindkét fél magát hirdeti győztesnek.
- II. Ramszesz felépítteti Abu Szimbel sziklatemplomait (kb. i. e. 1284. és i. e. 1264 között).
- Önállósodik a legfontosabb újhettita királyság, Karkemis. I. Ini-Teszub a század vége felé felveszi a Hatti nagy királya címet.
- III. Murszilisz és nagybátyja, III. Hattuszilisz polgárháborús viszonya tönkreteszi a Hettita Birodalmat. Ebből a konfliktusból már sosem áll helyre megrendült státusza.
- Szeha királya Maszturi, Nyugat- és Délnyugat-Anatóliában a pregörög királyságok (Vilusza, Lukka, Milétosz (Millavanda), Ahhijava stb.) egyre jelentősebbek.
- Tarhuntasszasz hercegség önálló királysága alakulása Kuruntijasz idején a Hettita Birodalom felbomlásának első nagyobb lépése.
- Nihrijai csata a Hettita Birodalom és Asszíria között, amely az erőviszonyok megfordulását hozza: Hatti ettől kezdve nem számottevő erő az észak-szíriai térségben.
- I. e. 1208-ban a tengeri népek támadják Óegyiptomot Merenptah fáraó uralkodása idején. Ezzel egy időben zajlik az a népvándorlási folyamat, amely alapjaiban változtatja meg az ókori Kelet etnikai és politikai képét.
- A zsidók betelepülése Kánaánba.
- A század utolsó évtizedében VI. Ibiranu ugariti király önálló politikát folytat, megtagadja Hatti felé fennálló vazallusi kötelezettségeinek teljesítését.

## Fontos személyek
- I. Adad-nirári asszír király, i. e. 1307– i. e. 1275
- Szarhurunuvasz, Karkemis kormányzója a század nagy részében
- II. Ramszesz egyiptomi fáraó élt: kb. i. e. 1302 – kb. i. e. 1213, uralkodott: i. e. 1279-től haláláig.
- II. Muvatallisz hettita király, a kádesi csata hadvezére, i. e. 1295 – 1272
- I. Sulmánu-asarídu asszír király uralkodott i. e. 1274 – i. e. 1245
- III. Hattuszilisz hettita király, i. e. 1265 – i. e. 1237
- I. Tukulti-Ninurta asszír király, i. e. 1244 – i. e. 1208
- Tavagalavasz Lukka királya a század közepén.
- I. Ini-Teszub Karkemis kormányzója i. e. 1237 után
- Maszturi, Szeha királya a század középső felében
- III. (IV.) Tudhalijasz hettita király, i. e. 1237 – i. e. 1209
- Kuruntijasz hettita király, Tarhuntasszasz önálló királya i. e. 1209 körül
- VI. Ibiranu, Ugarit királya a század utolsó évtizedében és a századforduló körül
- Merenptah fáraó uralkodott: kb. i. e. 1213 és i. e. 1204 vagy 1203 között.
- II. Szuppiluliumasz hettita király, a Hettita Birodalom utolsó királya, i. e. 1207 – i. e. 1174 k.
- Valmusz viluszai király összetűzésbe keveredik Milétosz (Millavanda) urával, Pijamaraduval. Ez Vilusza utolsó említése.

## Találmányok, felfedezések
- Kb. i. e. 1209/1208 körül készítették a Merenptah-sztélét, melyet 1896-ban Flinders Petrie talált meg.
- Átmenet a bronz korszakból a korai vas korszakba.

## Évtizedek és évek
Az időszámításunk előtti 13. század i. e. 1201-től i. e. 1300-ig tart.
| i. e. 1300-as évek | i. e. 1309 | i. e. 1308 | i. e. 1307 | i. e. 1306 | i. e. 1305 | i. e. 1304 | i. e. 1303 | i. e. 1302 | i. e. 1301 | i. e. 1300 |
| i. e. 1290-es évek | i. e. 1299 | i. e. 1298 | i. e. 1297 | i. e. 1296 | i. e. 1295 | i. e. 1294 | i. e. 1293 | i. e. 1292 | i. e. 1291 | i. e. 1290 |
| i. e. 1280-as évek | i. e. 1289 | i. e. 1288 | i. e. 1287 | i. e. 1286 | i. e. 1285 | i. e. 1284 | i. e. 1283 | i. e. 1282 | i. e. 1281 | i. e. 1280 |
| i. e. 1270-es évek | i. e. 1279 | i. e. 1278 | i. e. 1277 | i. e. 1276 | i. e. 1275 | i. e. 1274 | i. e. 1273 | i. e. 1272 | i. e. 1271 | i. e. 1270 |
| i. e. 1260-as évek | i. e. 1269 | i. e. 1268 | i. e. 1267 | i. e. 1266 | i. e. 1265 | i. e. 1264 | i. e. 1263 | i. e. 1262 | i. e. 1261 | i. e. 1260 |
| i. e. 1250-es évek | i. e. 1259 | i. e. 1258 | i. e. 1257 | i. e. 1256 | i. e. 1255 | i. e. 1254 | i. e. 1253 | i. e. 1252 | i. e. 1251 | i. e. 1250 |
| i. e. 1240-es évek | i. e. 1249 | i. e. 1248 | i. e. 1247 | i. e. 1246 | i. e. 1245 | i. e. 1244 | i. e. 1243 | i. e. 1242 | i. e. 1241 | i. e. 1240 |
| i. e. 1230-as évek | i. e. 1239 | i. e. 1238 | i. e. 1237 | i. e. 1236 | i. e. 1235 | i. e. 1234 | i. e. 1233 | i. e. 1232 | i. e. 1231 | i. e. 1230 |
| i. e. 1220-as évek | i. e. 1229 | i. e. 1228 | i. e. 1227 | i. e. 1226 | i. e. 1225 | i. e. 1224 | i. e. 1223 | i. e. 1222 | i. e. 1221 | i. e. 1220 |
| i. e. 1210-es évek | i. e. 1219 | i. e. 1218 | i. e. 1217 | i. e. 1216 | i. e. 1215 | i. e. 1214 | i. e. 1213 | i. e. 1212 | i. e. 1211 | i. e. 1210 |
| i. e. 1200-as évek | i. e. 1209 | i. e. 1208 | i. e. 1207 | i. e. 1206 | i. e. 1205 | i. e. 1204 | i. e. 1203 | i. e. 1202 | i. e. 1201 | i. e. 1200 |
| i. e. 1190-es évek | i. e. 1199 | i. e. 1198 | i. e. 1197 | i. e. 1196 | i. e. 1195 | i. e. 1194 | i. e. 1193 | i. e. 1192 | i. e. 1191 |            |